# Vagney
Vagney é uma comuna francesa na região administrativa do Grande Leste, no departamento de Vosges. Estende-se por uma área de 24.91 km². Em 2010 a comuna tinha 4 026 habitantes (densidade: 161,6 hab./km²).